# غوستاف غيومي
غوستاف أشيل غيومي (بالفرنسية: Gustave Guillaumet) رسام فرنسي ولد في 26 مارس 1840 ببوتو وتوفي في باريس في 14 مارس 1887. وابنه غوستاف غيومي كان عالم لسانيات.

## حياته
ينتمي غوستاف غيومي إلى جيل الرسامين المستشرقين وقد أضاف رفقة آخرين نقطة تحولية في القرن التاسع عشر. هو تلميذ فرونسوا إدوارد بيكو ولويس إرنست باريا حين درس بمدرسة الفنون الجميلة بباريس، وقد لوحاته في المعارض من 1861 إلى غاية 1880.
من خلال لوحاته أو كتاباته، كان غوستاف يصف الحياة البدوية القاسية في الصحراء الجزائرية.
بعد حيازته على الرتبة الثانية في جائزة روما، سنحت له الفرصة لزيارة الجزائر لأول مرة سنة 1862 ولكنه أصيب بالملاريا وتوجب عليه قضاء ثلاثة أشهر بالمشفى العسكري ببسكرة ورغم ذلك ظل شغوفا بهذا البلد ليعود لزيارته تسع مرات.
أظهرت أعماله الأولى لمحات ميلودرامية. ومنذ 1872 أظهر التواجد العريق لسكان الصحراء الذين شاركهم حياتهم، فابتعد عن الحضارة الأوربية مفضلا السفر إلى الصحراء الجزائرية.
كان غوستاف غيومي مثل الرسام يوجين فرومنتين يكتب واصفا لوحاته في مقالات نشرت في المجلة الجديدة بين عامي 1879 و1884 ويمكن القول أنها تدوينات لنظرة فنان أوربي لما يراه من حياة السكان الجزائريين.
كانت له ورشة بالشارع رقم 5 في حي بيغال بباريس.
.
دفن في باريس بمقبرة مونمارتر وزين قبره بـ«الغازلة من بوسعادة» وهو تمثال من البرونز لـ«لويس إرنست باريا» يجسد فتاة جزائرية جالسة ترفع ذراعها لترمي بعض بتلات الأزهار على صورة للفنان على ميدالية.
نظمت مدرسة الفنون الجميلة بباريس معرضا سنة 1888 تقديرا واستذكارا لأعماله.
لا تزال بعض أعماله محفوظة بمتحف أورسيه بباريس ومنها لوحة «الغازلة من بوسعادة».

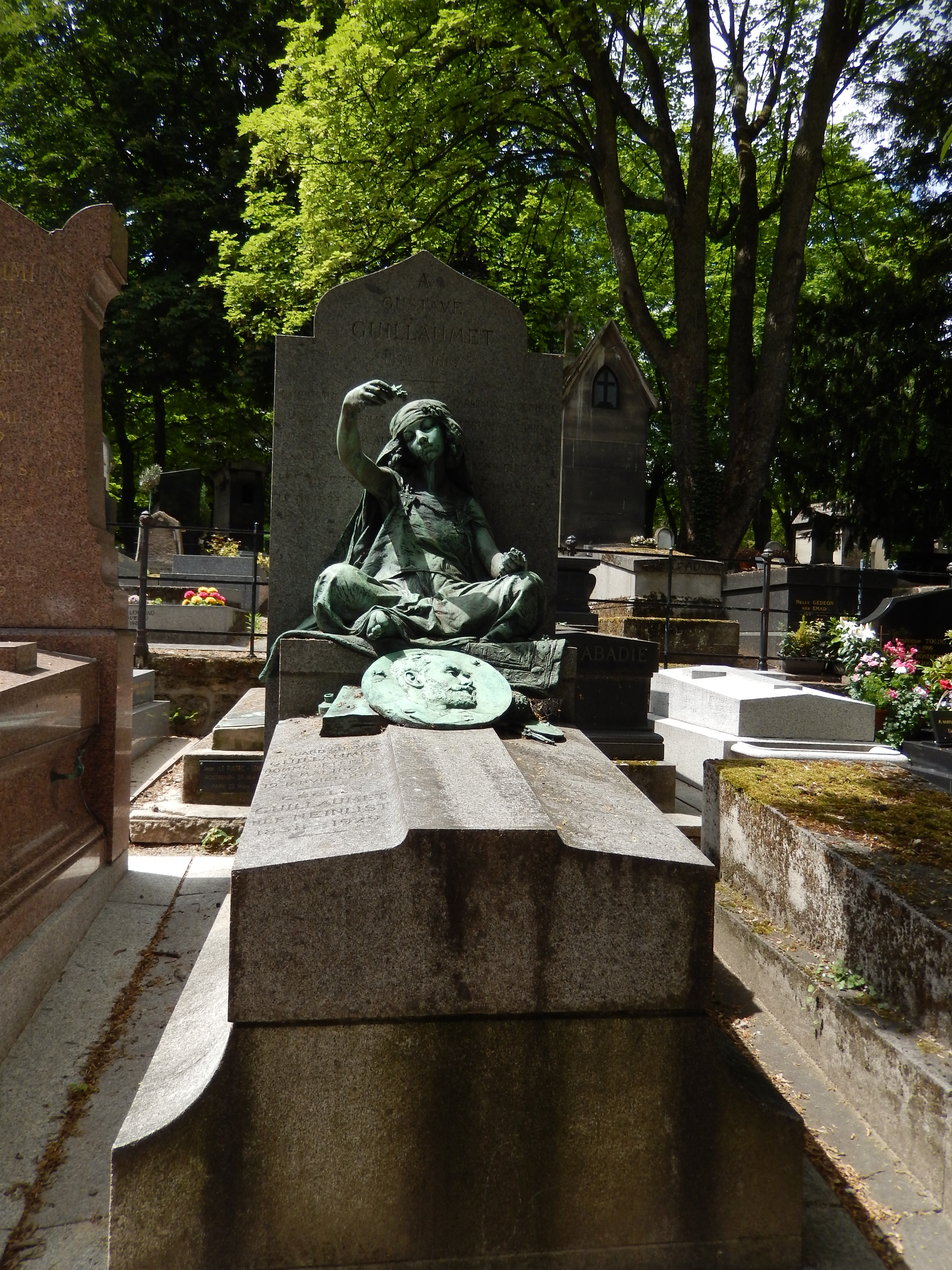
قبر غوستاف غيومي

## لوحات في مجموعات عامة
في الجزائر:
- في العاصمة
- في قسنطينة بالمتحف الوطني سيرتا: «المجاعة في الجزائر»، 1869، زيتية على القماش 309×234 سم.

في فرنسا:
- في بلدية برانتوم: «معسكر اصحاب الجمال»، من معرض 1875، زيتية على القماش.
- في متحف الفنون الجميلة ببريست: «استراحة محارب عربي»، زيتية على الخشب، 37.5×55 سم.
- في متحف الفنون الجميلة بقرقشونة: «كلاب عربية تلتهم حصانا ميتا».
- في متحف الفنون الجميلة بديجون:
  - «نساء الدوار في النهر»، 1872، زيتية على القماش.
  - «الأغواط في الجنوب الجزائري»، زيتية على القماش، 34×53 سم.
- في متحف الفنون الجميلة بلاروشيل: «تخييم في المغرب»، 1869.
- في متحف الفنون الجميلة بليموج: «الحراثة في الجزائر».
- في متحف الفنون الجميلة ببو: «عين كرمة»، من معرض 1867، زيتية على القماش.
- في متحف أورسيه بباريس:
  - «الصحراء»، 1867، زيتية على القماش.
  - «الساقية، قريبا من بسكرة»، 1884، زيتية على القماش، 100×155.5 سم.
- في متحف برانلي بباريس: «امرأة عربية تحضر الكسكس»، نحو 1881-1882، زيتية على القماش.

في دول أخرى:
- في بوخارست
- في متحف كريسلر للفنون في نورفولك بالولايات المتحدة الأمريكية: «مسكن صحراوي»، 1882، زيتية على القماش، 146.1×173.4 سم.

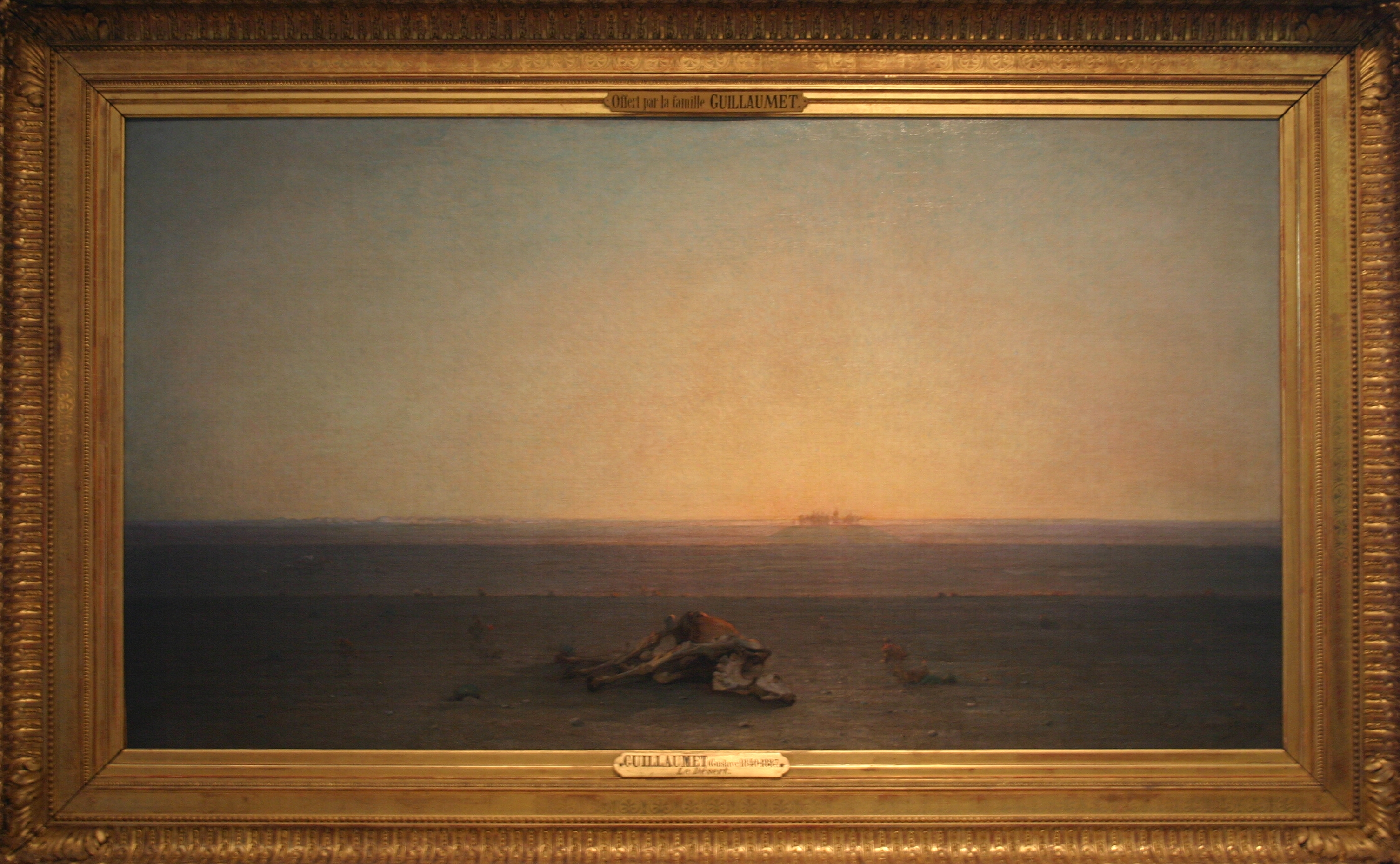
غوستاف غيومي ، الصحراء

## لوحات في مجموعات خاصة
- «ثلاث غاسلات بواد بوسعادة»، زيتية على القماش.
- «مخيم في غابة الأرز بثنية الحد».
- «مشهد لبيت من القش ببسكرة»، زيتية على القماش.
- «بورتريه ذاتي مرسوم على الورق»
- «بورتريه لرجل» زيتية على القماش.

## منشورات
- لوحات جزائرية، غوستاف غيومي، تقديم: يوجين موتون، باريس، 1888، طبعة بلون-نوري.

## معارض
«جزائر غوستاف غيومي (1840-1887)»، بمتحف الفنون الجميلة بلاروشيل، ومن 8 جوان إلى 17 سبتمبر 2018 في متحف الفنون الجميلة بليموج ومن 8 مارس إلى 2 جوان 2019 بمتحف روبيه.

## معرض صور

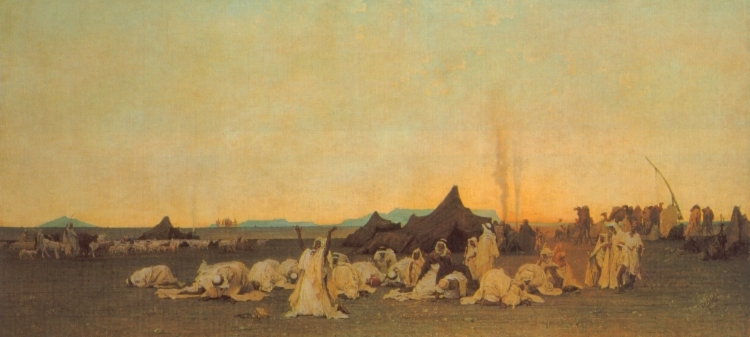
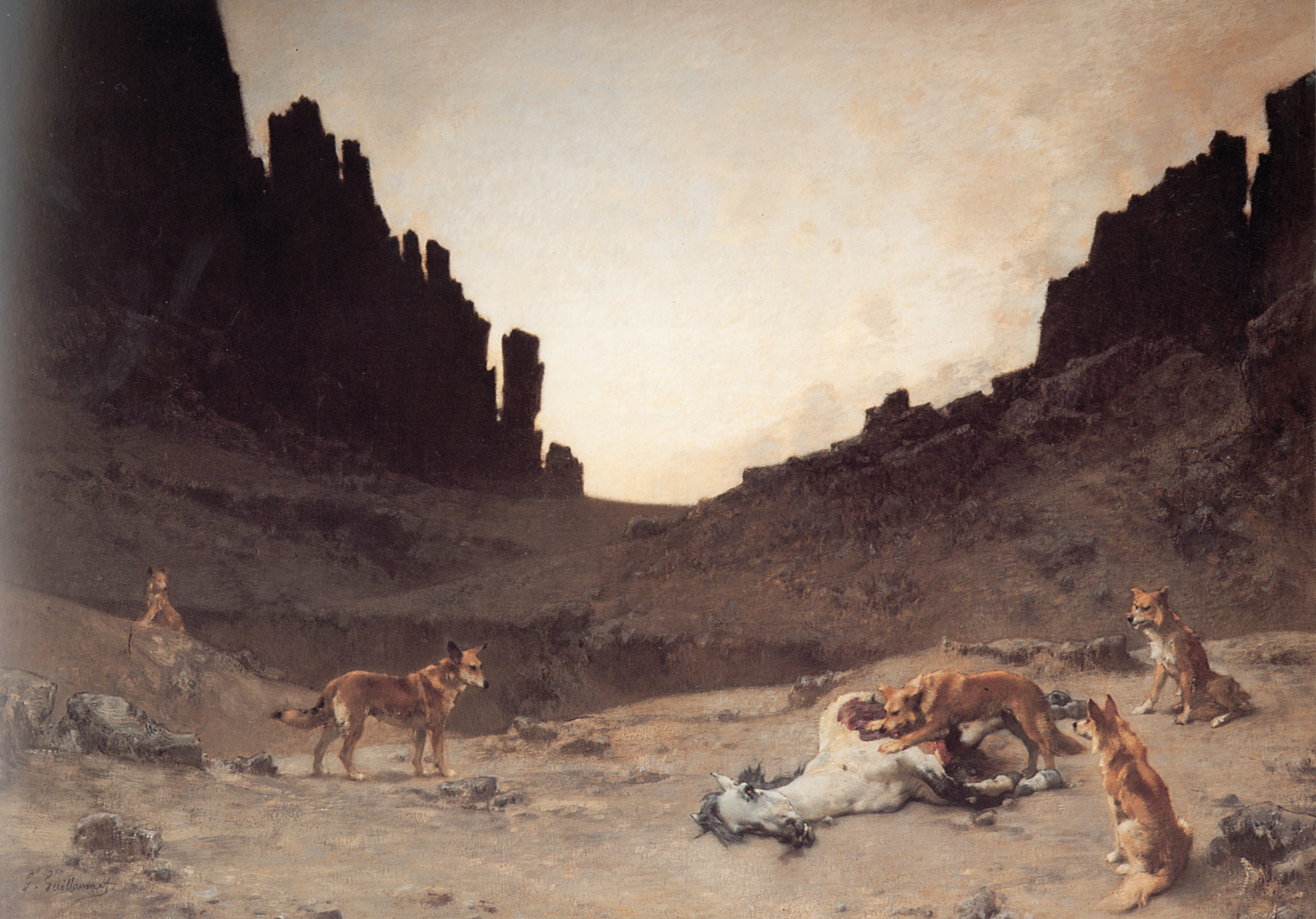
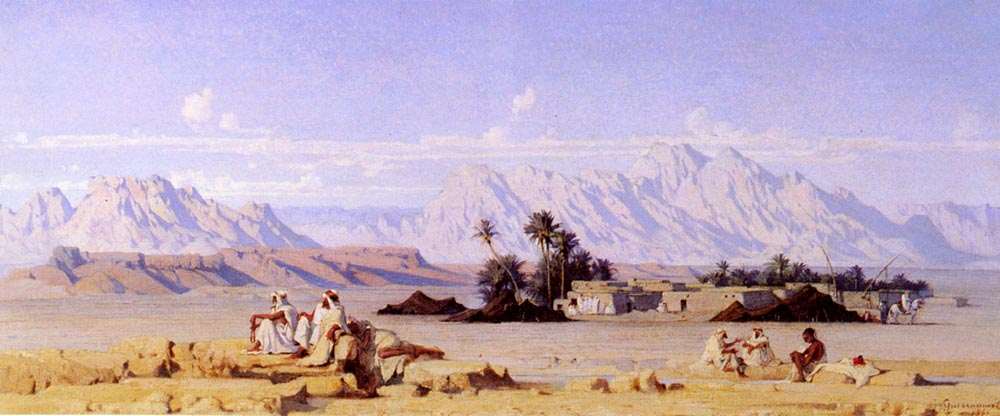
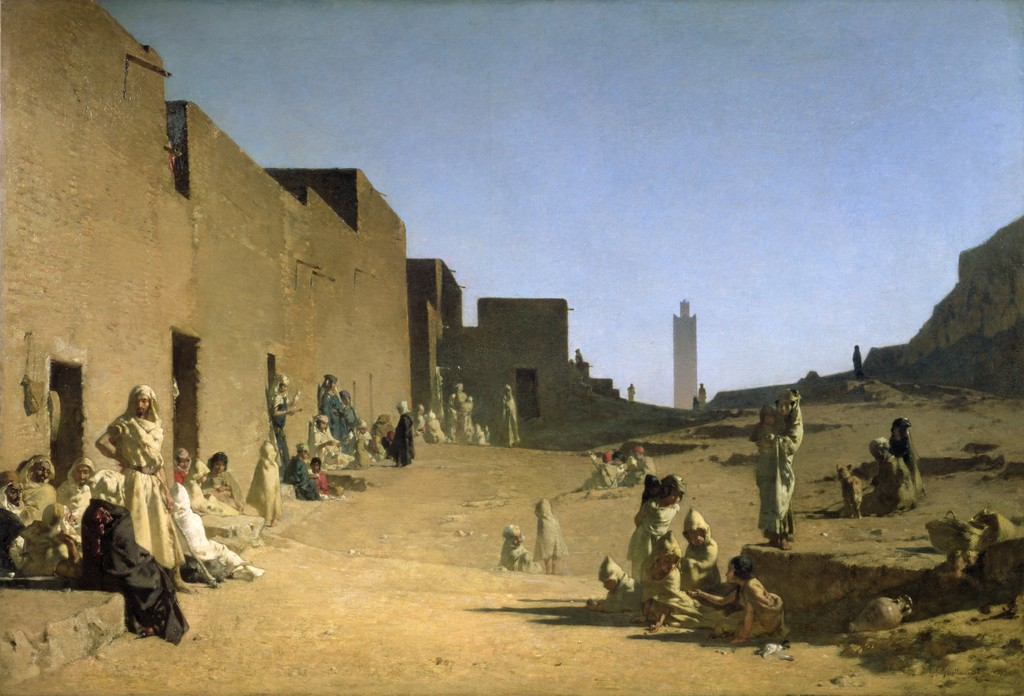

## روابط خارجية
- غوستاف غيومي على موقع ديسكوغز (الإنجليزية)